# Olga Rudnicka
Olga Rudnicka (ur. 1988 w Śremie) – polska pisarka specjalizująca się w powieści kryminalnej, autorka ponad dwudziestu powieści.

## Życiorys
Absolwentka Uniwersytetu im. Adama Mickiewicza w Poznaniu, kierunku Edukacja i rehabilitacja osób z niepełnosprawnością intelektualną. Pracuje jako opiekunka społeczna w Śremie (województwo wielkopolskie). Pierwszą książkę (Martwe jezioro) wydała w 2008.
Jako swych ulubionych autorów podaje Joannę Chmielewską, Stephena Kinga, Joe Hilla, Harlana Cobena, Tess Gerritsen i Jeffery'ego Deavera.

## Wydane książki[2][3]
- Martwe jezioro, cykl: Martwe jezioro (tom 1) (2008)[5]
- Czy ten rudy kot to pies?, cykl: Martwe jezioro (tom 2) (2009)[6]
- Zacisze 13 (tom 1) (2009)[7]
- Zacisze 13. Powrót (tom 2) (2010)[8]
- Lilith (2010)[9]
- Natalii 5 (2011)[10], cykl: Natalii 5 (tom 1)[11]
- Cichy wielbiciel (2012)[12]
- Drugi przekręt Natalii (2013)[13], cykl: Natalii 5 (tom 2)[14]
- Fartowny pech (2014)[15]
- Do trzech razy Natalie (2015)[16], cykl: Natalii 5 (tom 3)[17]
- Diabli nadali (2015)[18]
- Były sobie świnki trzy (2016)[19]
- Granat poproszę (2016)[20], cykl: Emilia Przecinek (tom 1)[21]
- Życie na wynos (2017)[22], cykl: Emilia Przecinek (tom 2)[23]
- Zbyt piękne (2018)[24]
- Byle do przodu (2018)[25]
- Miłe Natalii początki, cykl: Natalii 5 (2019) (prequel)[26]
- Oddaj albo giń, cykl: Matylda Dominiczak (tom 1) (2020)[27]
- To nie jest mój mąż (2020) ISBN 978-83-81-69336-3, cykl: Detektyw Matylda na tropie! (tom 2)[28]
- Rączka rączkę myje (2021) ISBN 978-83-82-34146-1, cykl:  Detektyw Matylda na tropie! (tom 3)[29]
- Na własną rękę (2021) ISBN 978-83-82-34205-5, cykl: Detektyw Matylda na tropie! (tom 4)[30]
- Dwie lewe ręce (2021) ISBN 978-83-82-34321-2, cykl:  Detektyw Matylda na tropie! (tom 5)[31]
- Zgiń, przepadnij (2022) ISBN 978-83-82-34394-6, cykl: Zezowate szczęście Tekli (tom 1)[32]
- Nieszczęście w szczęściu (2022) ISBN 978-83-82-95122-6, cykl: Zezowate szczęście Tekli (tom 2)[33]
- Wadliwy klient (2023) ISBN  978-83-82-95489-0, cykl: Detektyw Matylda na tropie! (tom 6)[34]
- Między młotem a imadłem (2023) ISBN 978-83-83-52075-9, cykl Detektyw Matylda na tropie! (tom 7)[35]